# 阿尔塞纳·达松瓦尔
雅克-阿尔塞纳·达松瓦尔（法語：Jacques-Arsène d'Arsonval、1851年6月8日—1940年12月13日）是一位法国医学家、物理学家，曾在1917年任法國科學院院長，动圈式电流计的发明者，可能还发明过热电偶式电流表。达松瓦尔对19世纪电生理学的兴起、研究电在生物组织上的作用作了重要贡献。